# Al Harker
Al Harker (11 d'abril de 1910 - 3 d'abril de 2006) fou un futbolista estatunidenc. Va formar part de l'equip estatunidenc a la Copa del Món de 1934.